# Џек Даглас
Џон „Џек” Даглас (енгл. John "Jack" Douglas; Торонто, 24. април 1930 − 12. јануар 2003) био је канадски хокејаш на леду који је током играчке каријере играо на позицијама одрамбеног играча. Члан је Куће славних хокеја на леду ИИХФ-а од 1983. године.
Као члан сениорске репрезентације Канаде освојио је сребрну медаљу на ЗОИ 1960. у Скво Валију, те сребрну медаљу на СП 1962. године.